# Grzegorz Wojciechowski
Grzegorz Michał Wojciechowski (ur. 25 sierpnia 1960 w Rawie Mazowieckiej) – polski polityk, samorządowiec i rolnik, senator VII i VIII kadencji, poseł na Sejm VIII i IX kadencji, w latach 2018–2019 wicemarszałek województwa łódzkiego.

## Życiorys
Ukończył studia na Wydziale Rolniczym Szkoły Głównej Gospodarstwa Wiejskiego w Warszawie (1986) oraz na Wydziale Fizyki Technicznej, Matematyki Stosowanej i Informatyki Politechniki Łódzkiej (2001).
W 1979 zaczął prowadzić własne gospodarstwo rolne. Później przez cztery lata pracował jako nauczyciel, a w latach 2002–2007 zajmował stanowisko kierownika rawskiego biura powiatowego Agencji Restrukturyzacji i Modernizacji Rolnictwa.
Od 1998 do 2006 zasiadał w radzie gminy Regnów, później do 2007 był radnym sejmiku łódzkiego. Należał do Polskiego Stronnictwa Ludowego. W 2006 przeszedł do PSL „Piast”, gdzie zasiadał w radzie politycznej. Jako kandydat tej partii w wyborach parlamentarnych w 2007 z ramienia Prawa i Sprawiedliwości uzyskał mandat senatorski, otrzymując w okręgu piotrkowskim 81 692 głosy. Zasiadł w Komisji Rolnictwa i Ochrony Środowiska oraz Komisji Spraw Unii Europejskiej. 15 listopada 2010 został członkiem PiS. W wyborach parlamentarnych w 2011 został ponownie wybrany do Senatu z ramienia tej partii.
W wyborach parlamentarnych w 2015 kandydował z listy PiS do Sejmu w okręgu piotrkowskim. Otrzymał 21 163 głosy, uzyskując mandat posła VIII kadencji. W wyborach w 2018 wystartował natomiast ponownie do sejmiku łódzkiego, uzyskując wybór na radnego województwa VI kadencji. W listopadzie tegoż roku powołany na wicemarszałka w nowym zarządzie województwa. Bez powodzenia startował w wyborach do Parlamentu Europejskiego w 2019. W sierpniu 2019 złożył rezygnację z funkcji wicemarszałka.
W wyborach w tym samym roku ponownie został wybrany do Sejmu, otrzymując 25 575 głosów. W 2023 nie uzyskał poselskiej reelekcji.

## Życie prywatne
Syn Jana i Marii, brat Janusza Wojciechowskiego. Żonaty, ma jedno dziecko.